# Kladsko (město)
Kladsko (polsky Kłodzko [kuodsko], německy Glatz, latinsky Glacium, Glacensis urbs) je okresní město na jihu polského Dolnoslezského vojvodství, centrum současného okresu Kladsko a historického Kladského hrabství. Město leží uprostřed Kladské kotliny na Kladské Nise. Žije zde přibližně 26 tisíc obyvatel.
První zmínka o městu pochází od kronikáře Kosmy, který jej nazývá castellum Kladsko a uvádí, že v roce 981 byl jeho majitelem Slavník, otec svatého Vojtěcha. V Kladsku prožil své dětství první pražský arcibiskup Arnošt z Pardubic, který je zde i pochován. Dominantou města je pevnost se systémem podzemních chodeb. Pro jeho historické památky a podobnost s českou metropolí se městu občas přezdívá Malá Praha.

## Geografie
Největší město kladského okresu (Powiat Kłodzki), dřívější hlavní město Kladského hrabství. Leží v severovýchodní části Kladské kotliny na úpatí pohoří Góry Bardzkie (německy Warthagebirge) v nadmořské výšce okolo 290-360 m n. m. Nejnižším místem je ústí Ścinawki (čes. Stěnavy) v místní části Ustronie. Naopak nejvyšším bodem je úbočí hory Czerwoniak na jihu při hranicí s obcí Krosnowice.

## Toponymie
První zmínka o městě pochází z roku 981 z Kosmovy kroniky, která se zmiňuje o castelum Kladsko. Jméno českého původu pochází od dřevěných klád, které sloužily buď jako opevnění pohraniční pevnosti nebo jako můstky v neprostupném terénu.
Ve vrcholném středověku němečtí kolonisté přejali původní název v německé formě Glatz, jež se nám poprvé připomíná k roku 1291. Podle pozdějších teorií německých nacionalistů mělo být město založeno Římany. Tuto domněnku měly potvrdit nálezy římských mincí a název města odvozený z latinského Glacium (čes. led). Do 19. století se objevovaly názory, že město založil Jindřich I. Ptáčník nebo Karel Veliký.
Polský název Kładzko zmínil poprvé polský spisovatel Józef Lompa v knize "Krótki rys jeografii Szląska dla nauki początkowej" vydané r. 1847 v Horním Hlohove. Po připojení města k Polsku byl užíván název Kładzko, později ve zpolonizované formě Kłodzko.

## Symboly města

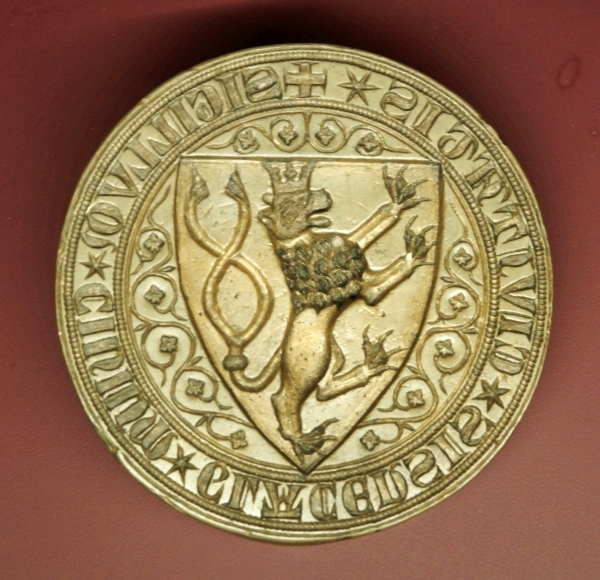
1. městská pečeť, kopie typáře

Ve znaku města je stříbrný dvouocasý (český) lev se zlatou korunou v červeném poli. Tradice přisuzuje udělení znaku českému králi Přemyslu Otakarovi II. v polovině 13. století. Nejstarší vyobrazení znaku se dochovalo na 1. typáři městské pečeti z konce 13. století s latinským nápisem SIGILLVM CIVIVM GLATZENSIS CIVITATIS, v českém překladu Pečeť občanů Kladské obce. Kopie pečetidla je uložena ve sbírce kladského Zemského muzea.
Vlajka města vychází z barev a vlajky Kladského hrabství. Skládá se ze dvou podélných pásů – červeného dole a zlatého nahoře. Vlajka byla schválena radou města roku 1990. Je vyvěšována při setkání partnerských měst a při místních událostech.

## Historie

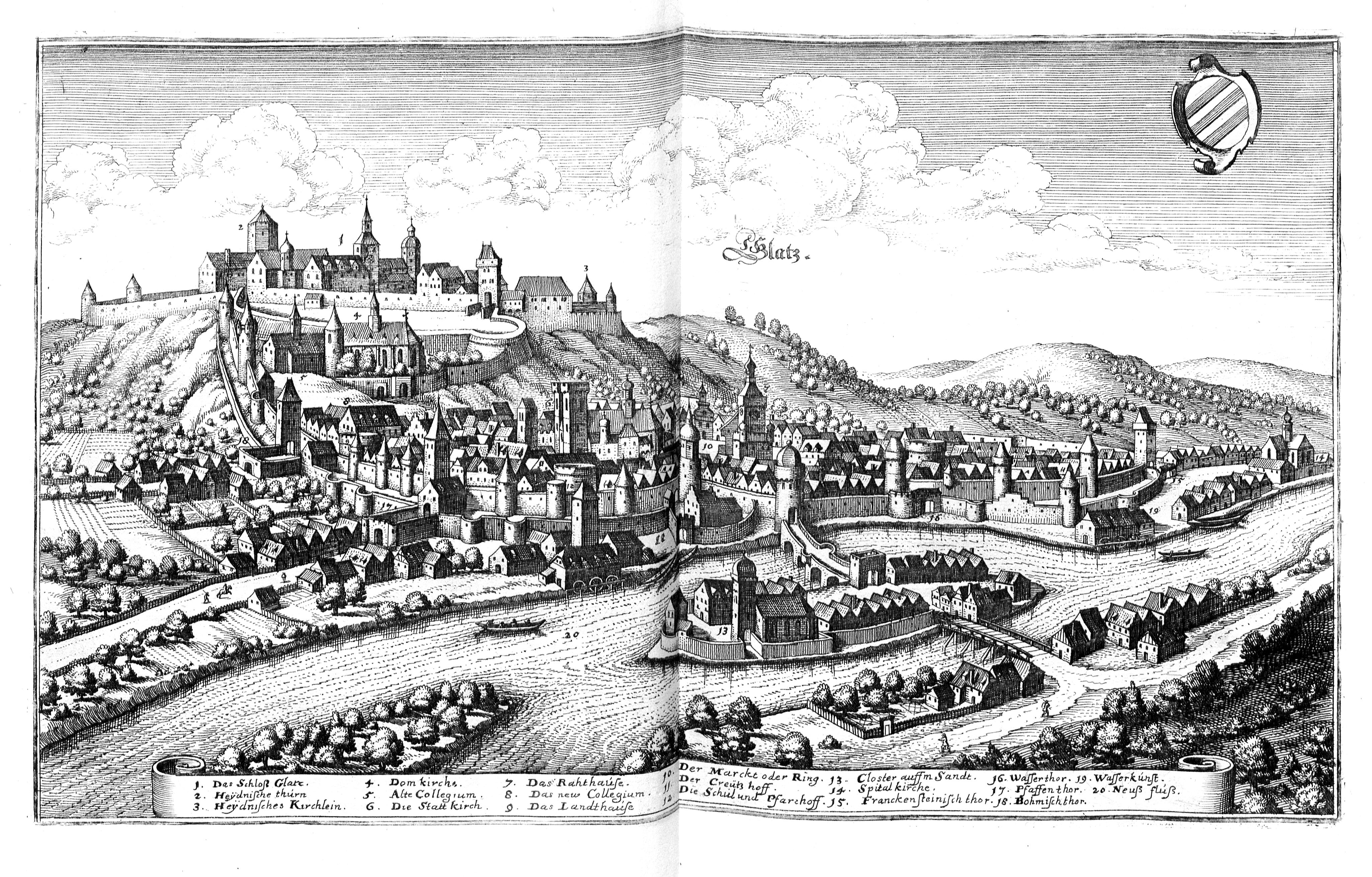
Kladsko na Merianově plánu z roku 1650

Prvotní raně středověká osada v místě dnešního města vznikla na jedné z větví Jantarové stezky. Do konce 10. století oblast i hrad údajně ležely v autonomním slavníkovském knížectví. Právě první písemná zmínka v Kosmově kronice o Kladsku z roku 981 souvisí se smrtí libického knížete Slavníka, otce svatého Vojtěcha. Kosmovu zprávu je však nutno chápat tak, že v Kosmově době bylo Kladsko součástí českého státu.
V 11. století bylo Kladsko předmětem sporů mezi Přemyslovci a Piastovci, kteří jej dokonce roku 1003 nakrátko opanovali. Kladským mírem, který byl uzavřen mezi českým knížetem Soběslavem I. a polským knížetem Boleslavem III. Křivoústým roku 1137 se Kladsko stalo natrvalo součástí Čech. Od konce 12. století začala v podhradí vznikat trhová ves obývaná Čechy, severně od dnešního náměstí vznikalo německé osídlení. Dalším impulsem ke kolonizaci byl příchod řádu johanitů do Kladska roku 1169.
Kdy se z trhové vsi v podhradí stalo město, nevíme přesně, neboť lokační listina se nám nezachovala. Někteří historici soudí, že se tak mohlo stát už roku 1223. První zmínka o kladském rychtáři pochází z 29. března 1275. Jedná se tedy o vládu Přemysla Otakara II. Josef Žemlička ve své publikaci Přemysl Otakar II. král na rozhraní věků (s. 211–212) píše: "Městská obec převzata králem se formovala v příhraniční Žitavě (Zittau), v polovině 13. století se počal rozvíjet městotvorný proces v kladské kotlině, na předním místě obec pod hradem Kladsko." Na kladském hradě řídili správu kraje královští purkrabí. Středověká lokace města mu dala půdorys, který byl s malými změnami zachován dodnes.

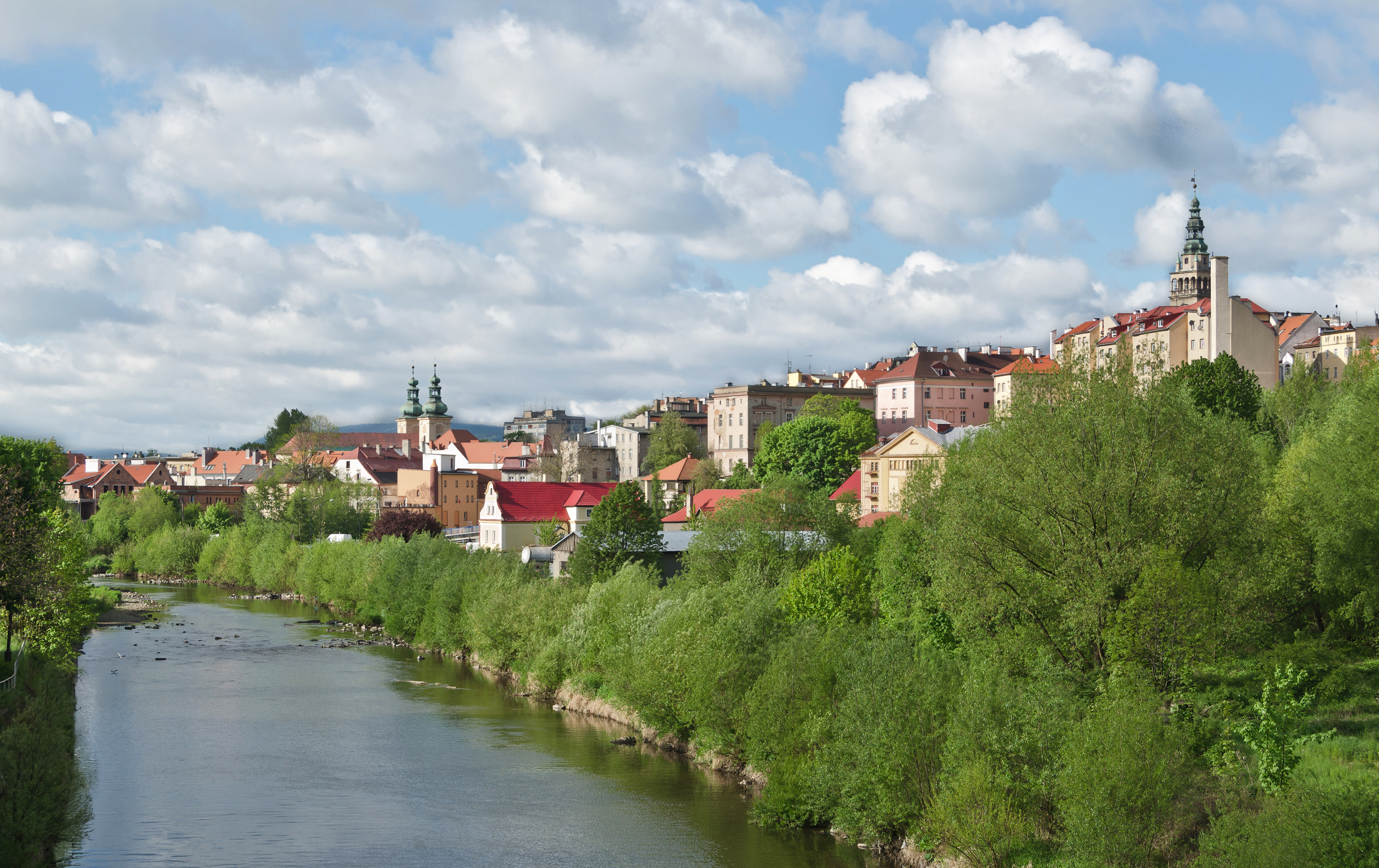
Historické centrum města

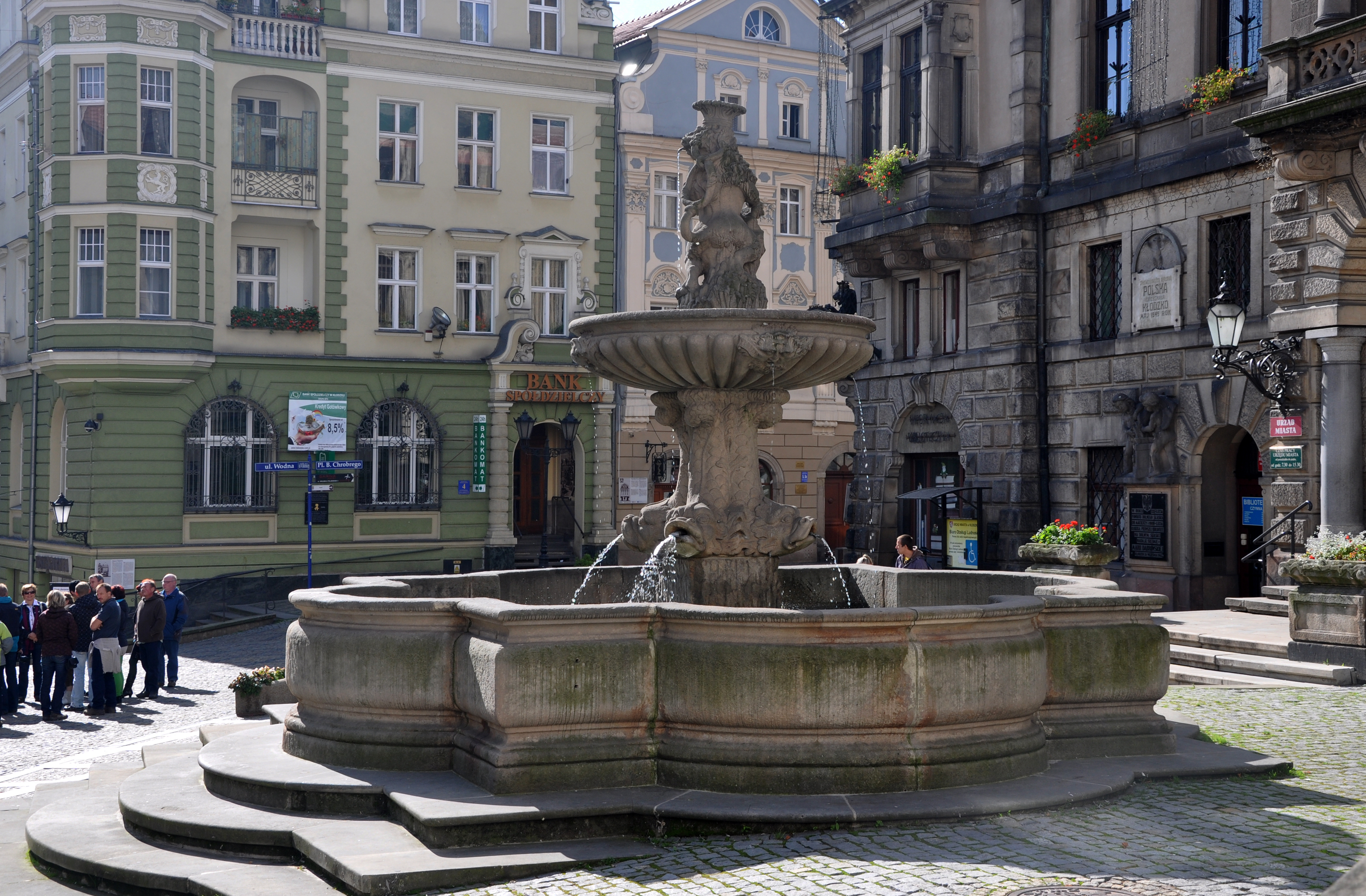
Kašna se sochou českého lva z konce 17. století

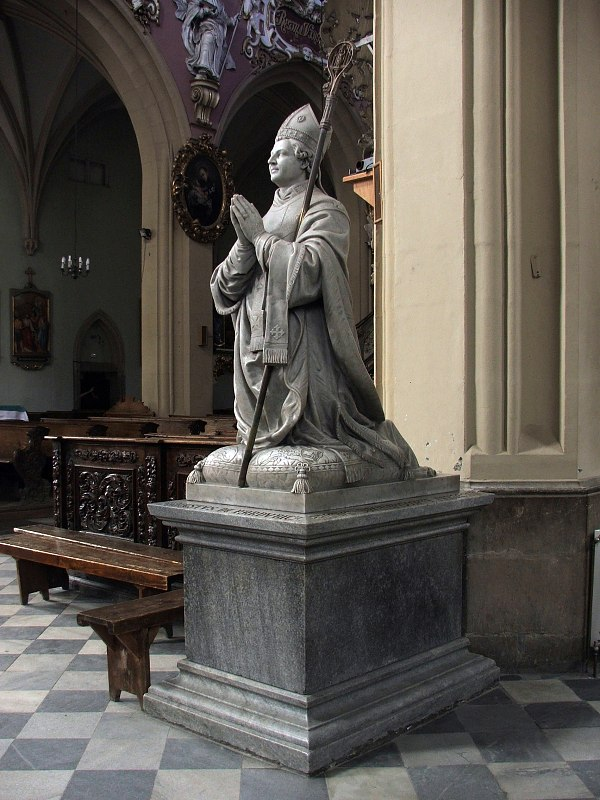
Náhrobní socha Arnošta z Pardubic v kostele Nanebevzetí Panny Marie, Johannes Janda, 1870

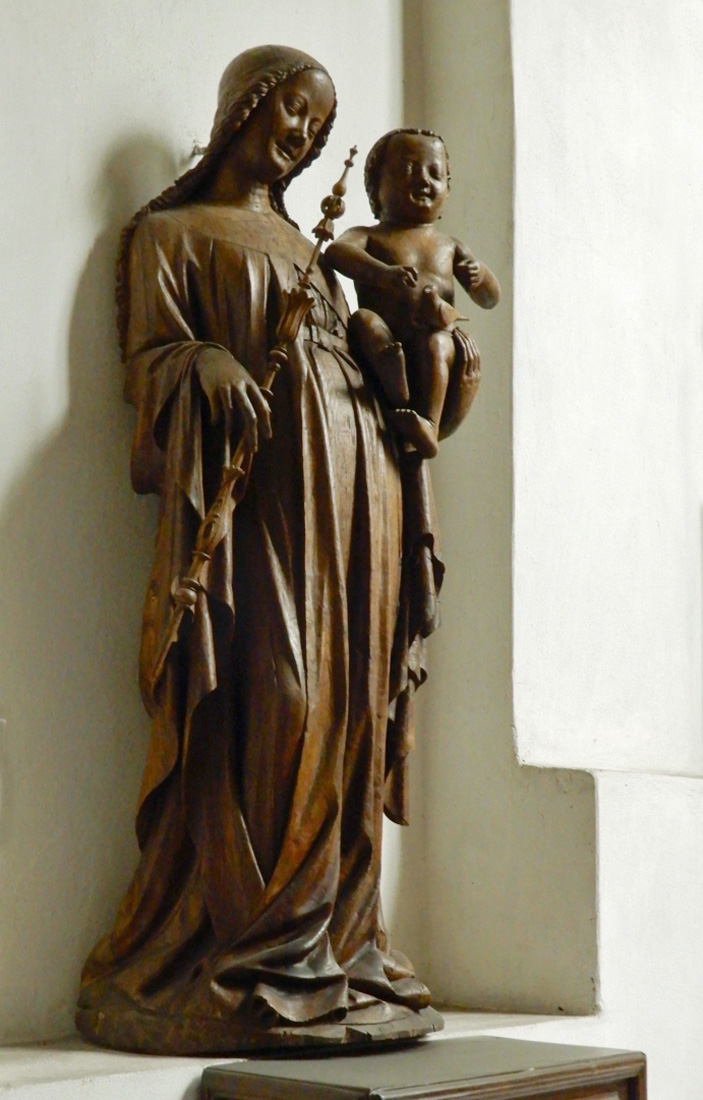
Gotická madona v kostele Nanebevzetí Panny Marie, česká dřevořezba z let 1360–1380

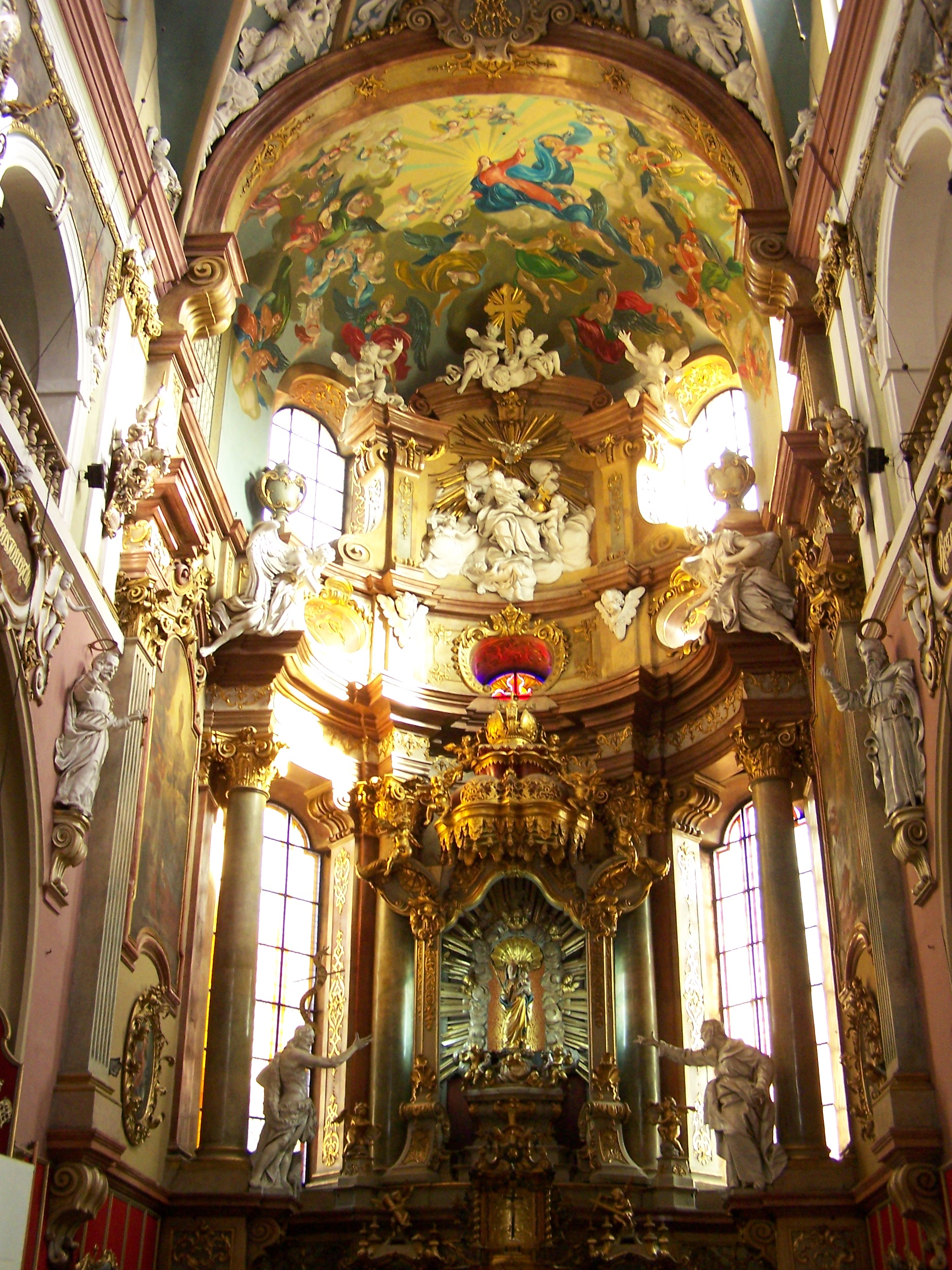
Interiér kostela Nanebevzetí Panny Marie

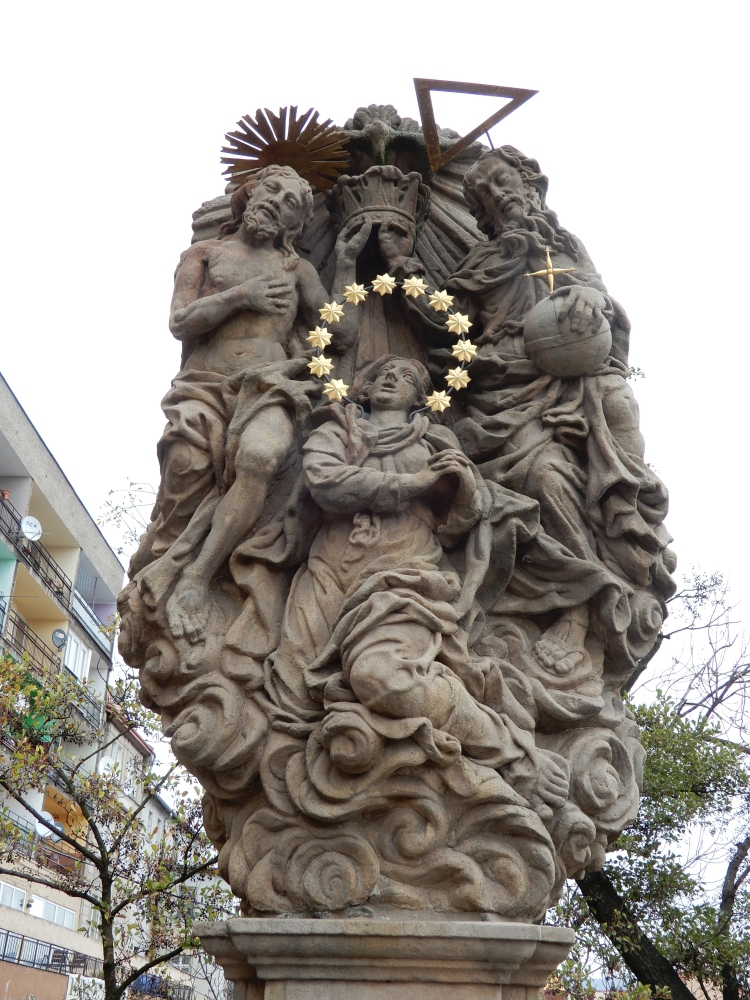
Barokní sousoší Korunování Panny Marie na mostě sv. Jana

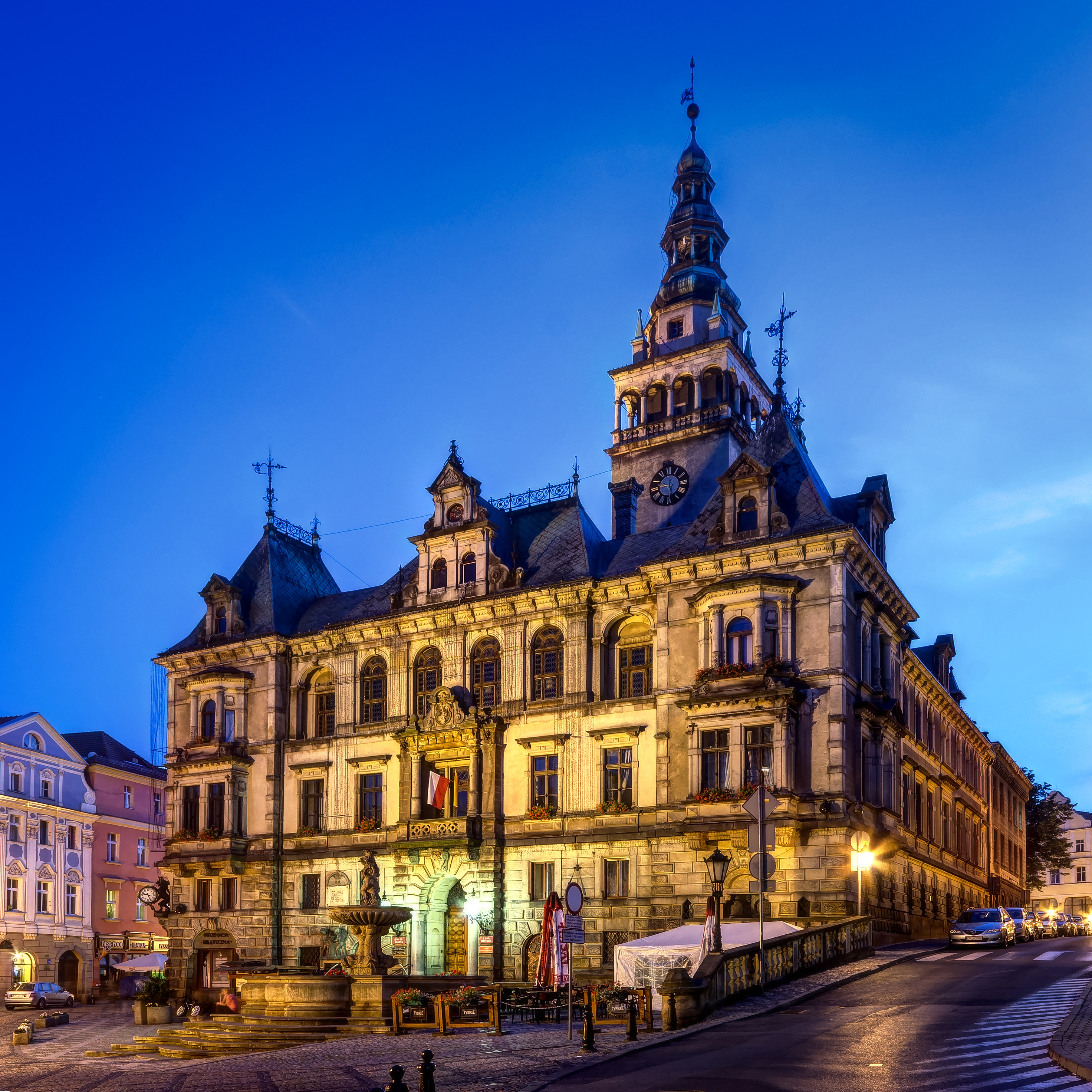
Radnice s renesanční věží, večer

V roce 1310 založili Johanité ve městě farní školu, jejímž žákem byl mimo jiné i první pražský arcibiskup Arnošt z Pardubic. Jeho přičiněním přišli roku 1350 z Roudnice nad Labem do Kladska Augustiniáni-kanovníci, kteří zde založili klášter Panny Marie, fundaci Arnošta z Pardubic a jeho bratří Smila a Viléma. Arnošt z Pardubic byl také roku 1344 donátorem oltářní archy, ze které se dochoval střední deskový obraz Kladské madony, který byl v roce 1902 prodán a je dosud ve Státních muzeích v Berlíně (Gemaeldegalerie).
Rozmach Kladska byl zastaven během husitských válek, kdy při přípravě obrany města byla pobořena předměstí. Ve stejné době ale bylo město rozšířeno až ke špitálu sv. Jiří (jižní část Frankenštejnského předměstí). K zadlužení města došlo v letech 1431–1437 za Půty III. z Častolovic, jemuž kladský kraj připsal císař Zikmund roku 1431. Ke konsolidaci poměrů Kladska přispělo až panování krále Jiřího z Poděbrad, který ho roku 1458 učinil hlavním městem Kladského hrabství. Od jeho zadlužených synů koupil hrabství i s městem roku 1501 Ulrich von Hardegg. Období prosperity města ukončila až třicetiletá válka.
Té předcházelo období napětí mezi panujícím rodem Habsburků a protestantským Českým královstvím. Roku 1562 byla většina obyvatel luterány a převzali také farní kostel. V té době ukončily ve městě činnost kláštery mendikantských řeholí františkánů a bernardinů (odnož františkánů). Z jejich klášterních budov se na čas staly špitály a zahrady posloužily jako hřbitovy pro obyvatele předměstí. Na počátku třicetileté války stálo město na straně krále Fridricha Falckého. Až v roce 1622, bylo jako jedna z posledních povstaleckých pevností dobyto Habsburky. Kladský hrad i s budovami kláštera augustiniánů-kanovníků byly při dobývání pobořeny, a proto byly nahrazeny stavbou moderní pevnosti s nárožními bastiony a věncem kasemat. Fortifikační práce provedl mezi lety 1680–1702 mistr Jakub Carove.
Po prohrané První slezské válce bylo roku 1742 Vratislavským mírem Kladské hrabství odtrženo od Čech a připojeno jako země se zvláštním postavením k Prusku. Pruský král Fridrich II. Veliký oceňoval strategickou polohu města, proto přistoupil k celkové modernizaci a přestavbě pevnosti. Ačkoliv během sedmileté války byla roku 1760 pevnost a s ní i město dobyty zpět habsburskými vojsky, muselo být Prusům vráceno roku 1763 na základě Hubertusburského míru. Naposled byla pevnost obléhána Napoleonovými vojsky roku 1807.
Mezi léty 1862–1905 byly vybudovány železniční tratě spojující město s Vratislaví (Wrocław), Waldenburgem (Valbřich), Chudobou (Kudowa) a s Ústím nad Orlicí přes Lichkov. Mezi léty 1864–1874 byl vybudován velký nemocniční komplex v místní části Hassitz (Jurandów). V roce 1877 pozbylo město statutu pevnosti, což umožnilo svobodný stavební vývoj. Mezi léty 1880–1911 byly zbořeny městské brány a většina hradeb. Město se začalo rozrůstat na jih, východ i západ.
V meziválečném období byly postaveny další čtvrti kolem Starého města a v roce 1939 čítalo Kladsko 22 tisíc obyvatel. Během druhé světové války byl v pevnosti zajatecký tábor a pobočka koncentračního tábora Gross-Rosen. Na samém konci války bylo město opět prohlášeno pevností (Festung Glatz), která se měla bránit do poslední chvíle. Nakonec se tak nestalo a sovětská vojska obsadila město 9. května 1945 bez boje. Území bývalého Kladska spolu s městem připadlo rozhodnutím Spojenců Polsku, ačkoliv si oblast z historických i národnostních důvodů nárokovalo Československo. Vznikl tak Československo-polský spor o Kladsko, který vysídlením Němců a Čechů a přílivem Poláků z východu skončil, na nátlak SSSR, ve prospěch Poláků podepsáním mezistátní smlouvy v roce 1958.

## Architektura a urbanismus

### Urbanismus
Kladsko je příkladem dobře zachovalého středověkého městského půdorysu, sevřeného terénním reliéfem a obranným systémem hradu, později pevnosti. Nejstarší část města stojí na levém břehu řeky Kladské Nisy, na úpatí zámeckého návrší (Góra zamkowa). To je důvodem, proč se ve Starém městě vyskytují tak velké výškové rozdíly: mezi náměstím (Rynek) a hladinou řeky je to až 20 metrů, mezi pevností a řekou je to až 60 metrů. Výsledkem je strmý spád mnohých ulic, které jej překonávají často pomocí schodů. Staré město je od ostatních částí města odděleno pásem zeleně, která vyrostla v místech původního opevnění.
O málo mladší je místní část města na ostrově (wyspa Piasek), který byl ve středověku vytvořen písčitými nánosy zeminy mezi mlýnském náhonem (Młynówka) a Kladskou Nisou. Dominantou celého města je bastionová pevnost na výše zmíněné Górze Zamkowej a ještě menší pomocná pevnost na Owczej Górze. Také dříve samostatné vsi jako Ustronie, Jurandów, Leszczyny, Zagórze byl ve 20. století připojeny k městu, ale zachovaly si svůj původní půdorys lánových vsí.
Za hranicí historických předměstí na východě města byla v druhé polovině 20. století vystavěna panelová sídliště.

### Pamětihodnosti
- Kostel Nanebevzetí Panny Marie. Převážně pozdněgotický trojlodní kostel se dvěma hranolovými věžemi, založený při starší svatyni johanitů roku 1344 z iniciativy Arnošta z Pardubic. Chór zbudovala česká parléřovská huť do konce 14. století, síťové klenby a plášť byly dokončeny na počátku 16. století. Interiér i vybavení jsou převážně barokní. Uprostřed lodi je v dlažbě před hlavním oltářem bílá mramorová deska prvního pražského arcibiskupa Arnošta z Pardubic, do severní boční lodi je odsunuta původní gotická tumba s vápencovou sochou ležícího arcibiskupa, dílo parléřovské dílny z roku 1364. V chóru je klečící Arnoštova figura z bílého mramoru, kterou roku 1864 vytvořil sochař Johannes Janda. V jižní boční kapli sv. Jakuba se dochovaly fragmenty gotické nástěnné malby a dřevořezba madony s Ježíškem a ptáčkem ze 60. let 14. století z pražské parléřovské dílny, spojovaná s donací Arnošta z Pardubic.
- Barokní pevnost na Hradním vrchu byla založena roku 1627 jako kasárna a roku 1680 opevněna. Jejím zbudováním byly překryty základy středověkého přemyslovského hradu a kláštera augustiniánů–kanovníků, založeného 23. října 1350 pražským arcibiskupem Arnoštem z Pardubic a jeho bratry Smilem a Vilémem. Klášter na Hoře Panny Marie byl zrušen roku 1595.[32] Do roku 1702 práce vedl stavitel Jakub Carove. K zásadní přestavbě na dvoustupňovou pevnost s citadelou na vrchu přistoupil pruský král Fridrich II. Veliký po vítězství nad císařovnou Marií Terezií roku 1745; pevností prostupují prostory kasemat, a pod předpolím se nachází několik kilometrů dlouhá soustava klenutých podzemních chodeb. Tyto vojenské kasematy jsou údajně napojeny na středověké sklepy domů ve městě, tvoří však dva různé prohlídkové okruhy. Asi v délce 600 metrů jsou přístupné.
- Kostel svatého Vojtěcha a svatého Jiří, původně kostel sv. Jiří při špitálu malomocných; první zmínka o kostele je z roku 1275. Jindřich starší z Poděbrad a Minsterberka při něm roku 1475 založil klášter františkánů observantů (bernardinů) a v kostele zřídil rodovou hrobku, která se nedochovala. Dnes klášter užívají klarisky.
- Kostel Panny Marie Růžencové s klášterem františkánů (minoritů), původně gotická, v baroku přestavěná trojlodní bazilika se dvěma věžemi v západním průčelí, vnitřní zařízení je převážně z 80. až 90. let 19. století. Křížovou cestu v barokních kartuších na stěnách hlavní lodi, stejně jako fresku v refektáři kláštera, vymaloval pražský malíř Felix Antonín Scheffler.
- Kamenný most o čtyřech obloucích, zaznamenaný v písemných pramenech jako nový roku 1390; mohutná konstrukce na vnější straně středního pilíře sloužila pro gotickou kapličku. V barokní době osazeno zde šest kamenných sousoší (Pieta, Kalvárie s Marií Magdalénou u Kristových nohou, Korunování Panny Marie, sv. Václav ve zbroji, sv. Jan Nepomucký a sv. František Xaverský s trojicí pacientů, postižených morem).
- Lví fontána – barokní pískovcová kašna s fontánou v podobě sochy českého dvojocasého lva z konce 17. století
- Radnice – neorenesanční budova na základech původní renesanční stavby, ze které se dochovaly základy se sklepy, obvodové zdivo a městská věž z doby kolem roku 1540.
- Muzeum Země Kladské – sídlí v barokním objektu bývalé jezuitské koleje, otevřeno od roku 1963. Ve třech patrech stálé expozice vystavuje mj. model rekonstrukce města v podobě kolem roku 1800, rekonstruovanou sochu z gotického náhrobku Arnošta z Pardubic, kalich a paténu z jeho hrobu, památky cechovních řemesel, velkou sbírku hodin a sbírku skla 19.–20. století z dolnoslezských skláren.
- židovský hřbitov – převážně s hroby z 19. a první třetiny 20. století
- Minieuroland – zábavní park na západním předměstí, a miniaturami významných světových historických památek, Prahu zastupuje miniatura Staroměstské radnice; otevřeno roku 2016

## Náboženství
V Kladsku mají zastoupení baptisté. Působí zde baptistický sbor, který se schází 1. a 3. neděli v měsíci v ulici Tetmajera 22.

## Osobnosti

### Narození
- Karel II. z Lichtenštejna-Kastelkornu (1624 Kladsko – 1695 Olomouc), v letech 1664–1695 olomoucký biskup
- Jan Jiří Heinsch (1647 Kladsko – 1712 Praha), český malíř
- Michal Bedřich z Althanu (1682 Kladsko – 1734 Vác), církevní hodnostář a diplomat

### Věznění
- Václav V. z Rybnika a Pštíny
- Jiří Popel z Lobkovic
- baron František Trenck
- Karl Liebknecht

### Pohřbení
- Hynek z Poděbrad (1452–1492), syn Jiřího z Poděbrad, diplomat a spisovatel; hrob v kostele sv. Jiří a Vojtěcha byl zrušen a překryt novou dlažbou v 19. století, ostatky z rodové hrobky přemístěny do kostela P. Marie
- Arnošt z Pardubic (1297–1364), první pražský arcibiskup, pohřben v kostele P. Marie

## Partnerská města
- Náchod, Česko, 1995
- Carvin, Hauts-de-France, Francie, 1980
- Bensheim, Hesensko, Německo, 1991
- Fléron, Lutych, Belgie, 1997
- Rychnov nad Kněžnou, Česko, 2008
- Limanowa, Polsko, 2018